# T-12 (fucile)
Il T-12 è un fucile di precisione semiautomatico prodotto per l'esercito turco dalla fabbrica Makina ve Kimya Endüstrisi Kurumu in un tentativo di sostituire fucili di produzione estera con un fucile di produzione turco.